# SAR (Villadossola)
SAR is een historisch merk van motorfietsen.
De bedrijfsnaam was: Metallurgica Ossolana di Villadossola, Villadossola.
De motorfietsen van dit Italiaanse merk waren afgeleid van de Elect. De SAR had een 498cc-tweecilinder boxermotor met zij- en later kopkleppen. Vanaf 1924 was er ook een 346cc-eencilinder met de oliegekoelde Bradshaw-motor. De productie begon in 1920 en eindigde in 1925.
- Er was nog een merk met de naam SAR, zie SAR (Berlijn).